# Carlota Bustelo García del Real
Carlota Bustelo García del Real (castellà: Carlota Bustelo)  (Madrid, 1 de novembre de 1939) és una política espanyola. Llicenciada en Ciències Polítiques. Històrica del feminisme i el socialisme. Pertany al PSOE des de 1974 i el 1976 participa en la creació del Frente de Liberación de la Mujer. Va ser diputada per Madrid pel PSOE en la Legislatura Constituent (1977-1979). Va defensar la legalització dels anticonceptius i la igualtat consitucional. Va ser la primera directora de l'Instituto de la Mujer d'Espanya (1983-1988).

## Biografia
Procedia d'una família socialista i liberal en el si de la qual s'havia rebut una educació basada en els principis d'igualtat de la Institución Libre de Enseñanza.
Llicenciada en Ciències Polítiques per la Universitat Complutense de Madrid, va ingressar en el PSOE en 1974 als 35 anys, després de la renovació que va suposar el Congrés de Suresnes encara que el seu compromís amb el socialisme es remuntava a la fi dels anys 50.
Després d'haver viscut amb el seu marit exiliat durant alguns anys a París va tornar a Espanya i va entrar en contacte amb les associacions de mestresses de casa i l'Asociación de Mujeres Universitarias creant al costat d'altres militants del partit socialista el grup Mujer y Socialismo iniciat de manera informal a mitjan 1975.
Va participar en la primera ponència sobre les dones en el Congrés del PSOE en 1975. i va ser elegida diputada per Madrid en la candidatura del PSOE a les eleccions generals de 1977, va defensar la legalització dels anticonceptius i la igualtat constitucional.
Va ser la primera directora de l'Instituto de la Mujer (1983-1988), creat per llei en 1983 com a organisme autònom en el Ministeri de Cultura, substituint a l'antiga Subdirecció de la Condició Femenina.
Des de 1985 fins a 1996 va formar part de la Convenció sobre l'Eliminació de totes les formes de Discriminació contra la Dona de Nacions Unides. En 1988 va ser nomenada sotssecretària del Ministeri d'Assumptes Socials al capdavant del qual estava Matilde Fernández. Va renunciar al càrrec a l'octubre de 1990 assegurant que s'anava per cansament.

### Drets de les dones
Bustelo va formar part dels inicis del moviment feminista a Espanya. Segons l'investigador Francisco Arriero Ranz a la fi dels 60 i principis dels 70 va formar part del Movimiento Democrático de Mujeres al costat d'altres dones de procedència socialista com Helga Soto o Graciela Uñá.
En 1975 va ser una de les principals impulsores del grup Mujer y Socialismo:
| «                 | En aquesta època constituïm el grup Mujer y Socialismo, que el formem feministes militants del partit. Creem el grup informalment. Ens comencem a reunir i en veure que érem bastants i estàvem d'acord en el que volíem, decidim constituir un grup i intentar influir en el partit perquè assumís les nostres reivindicacions. I realment era difícil, perquè els nostres companys no eren feministes en absolut. Hi havia algunes excepcions però.... | » |
| — Carlota Bustelo | |   |

Defensora de les quotes i la paritat en els partits, va renunciar a ser inclosa en les llistes del PSOE en les eleccions legislatives de març de 1979 per considerar que el nombre de dones que incloïen era insuficient.
La seva participació va ser clau en la Llei del Divorci aprovada a Espanya el 22 de juny de 1981.
Defensora dels drets sexuals i reproductius, compromesa en la lluita pel dret a l'avortament era partidària que el PSOE desenvolupés una “llei de terminis” "que permeti a la dona decidir lliurement durant els tres primers mesos amb la màxima informació possible" comptant amb el suport d'Esquerra Unida.
Sobre la prostitució va advocar per abordar la prostitució com un tema polític, debatut per tota la societat, igual que ha ocorregut amb els maltractaments i la violència contra la dona. Com a objectiu immediat, els drets humans de les prostitutes han de ser respectats. A llarg termini, l'objectiu és que la prostitució desaparegui.
Del 1994 al 1999 Bustelo va ser presidenta fundadora de Fundación Mujeresorganització des de la qual va continuar treballant en la defensa dels drets de les dones i de la qual actualment és presidenta d'honor.
El 2004, va rebre el Premi Menina del Ministeri d'Igualtat i la Delegació del Govern per a la Violència de Gènere per defensar a les diferents institucions espanyoles on va ser la igualtat constitucional i la legalització dels anticonceptius.
Al maig de 2020 va renunciar a la dotació econòmica (15.000 €) que portava aparellada el Premi internacional a la Igualtat Luisa de Medrano, per a destinar-lo a recursos, en favor de les dones víctimes de violència de gènere i creats en el context del COVID-19.

## Premis i reconeixements
- Premi internacional a la Igualtat Luisa de Medrano, 2020, atorgat pel Govern de Castella-la Manxa.[16]

- Premi Mujer Progresista 1995.[17]
- Premi Menina, 2004[14]

## Obra
- Reflexiones sobre mujer y feminismo (1977).[18]
- Una alternativa feminista (1979).[18]
- Prólogo en el libro: Las Mujeres de los 90: El largo trayecto de las jóvenes hacia su emancipación. (1991) Autoría: Josep María Riera, Josep María Riera Mercader y Elena Valenciano. Ediciones Morata.